# Épave d'Anticythère
L'épave d'Anticythère est ce qui reste d'un navire de charge romain qui a fait naufrage probablement entre 70 et 60 avant J.-C. Découverte par des pêcheurs d'éponges au large de l'île grecque d'Anticythère au printemps 1900, l'épave est notable par son contenu : de nombreuses statues en marbre et en bronze, dont l'éphèbe d'Anticythère, des amphores,  monnaies, verreries ainsi que d'autres objets datant du IVe siècle av. J.-C. au Ier siècle av. J.-C., ainsi que les fragments corrodés de la machine d'Anticythère. La datation au carbone 14 faite dans les années 1960 indique une date de construction romaine  et un style de construction de l'épave typiquement romaine .

## Expéditions archéologiques

### 1900-1901
L'expédition grecque qui découvre la plupart de ces objets, de l'automne 1900 à l'été 1901, est la première expédition d'archéologie sous-marine de grande envergure organisée par un état.

### 1953 et 1976
Le commandant Cousteau retourne sur le site de l’épave en 1953 et en 1976, ramenant plusieurs objets et des ossements des membres de l'équipage et peut-être de passagers du navire.

### 2012 et 2013
Deux expéditions en 2012 et 2013 montrent que plusieurs centaines d'objets se trouvent encore sur le site.

### 2014
Une nouvelle expédition internationale de grande envergure sur le site de l'épave a lieu du 15 septembre au 7 octobre 2014. Elle permet de réévaluer la taille du navire, qui s'avère plus grand que ce qui était communément accepté jusque-là. En effet, il aurait atteint 50 mètres, ce qui fait de lui « le Titanic de l'Ancien Monde », pour reprendre les mots de l'archéologue Brendan Foley. Parmi les nouveaux objets retrouvés sur l'épave, citons une lance de bronze de deux mètres de long, probablement rattachée à l'origine à une statue de grande taille.

### 2016
Un squelette partiel est retrouvé dans l'épave au mois d'août 2016, ainsi que la main gauche de l'Héraclès d'Anticythère.

### 2022
Découvert de deux pièces majeures en marbre : la première étant une plinthe en marbre présentant le départ de deux jambes en relief, appartenant sûrement à une grande statue, non identifiée, la seconde est une tête et un cou bien que partiellement endommagée représentant un visage avec une grande barbe dont la tête est inclinée sur le côté gauche et d'une hauteur de 65cm, soit plus grande que nature. Les dimensions du cou et de cette tête font soupçonner que ces éléments appartiennent à la statue de l'Héraclès d'Anticythère

## Galerie d'images

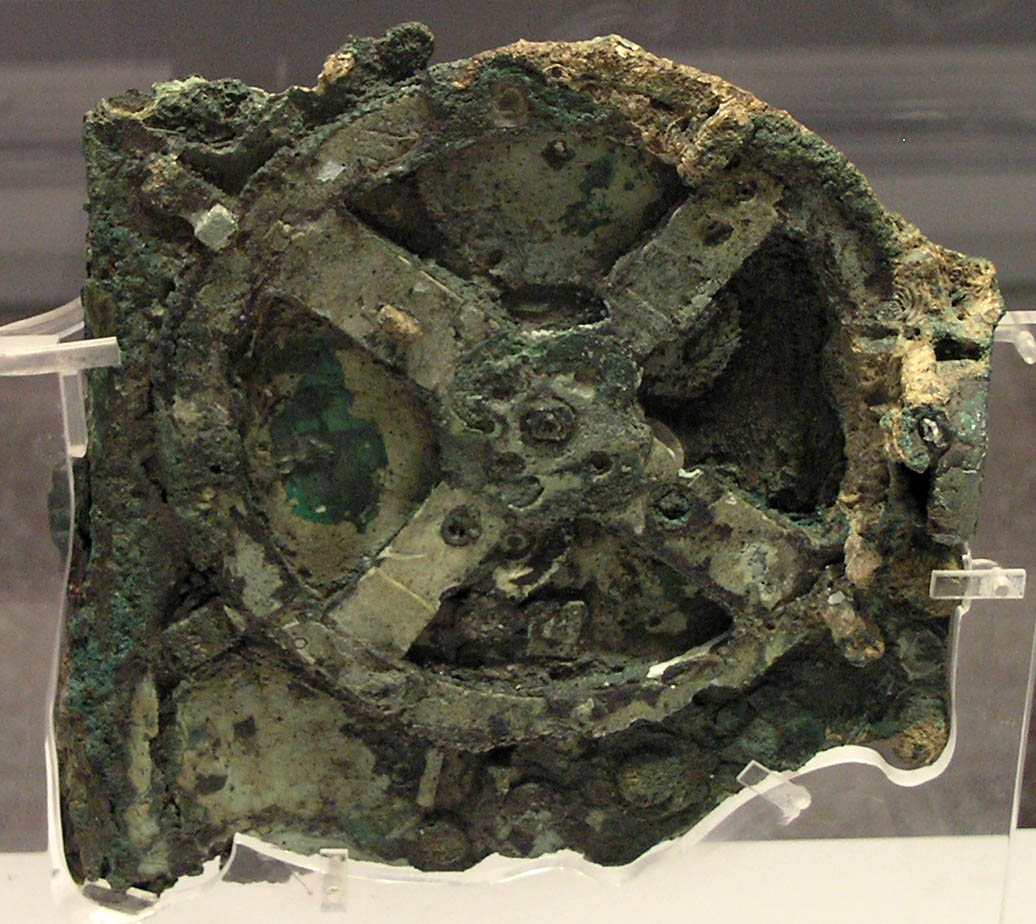
Fragment de la machine d'Anticythère.
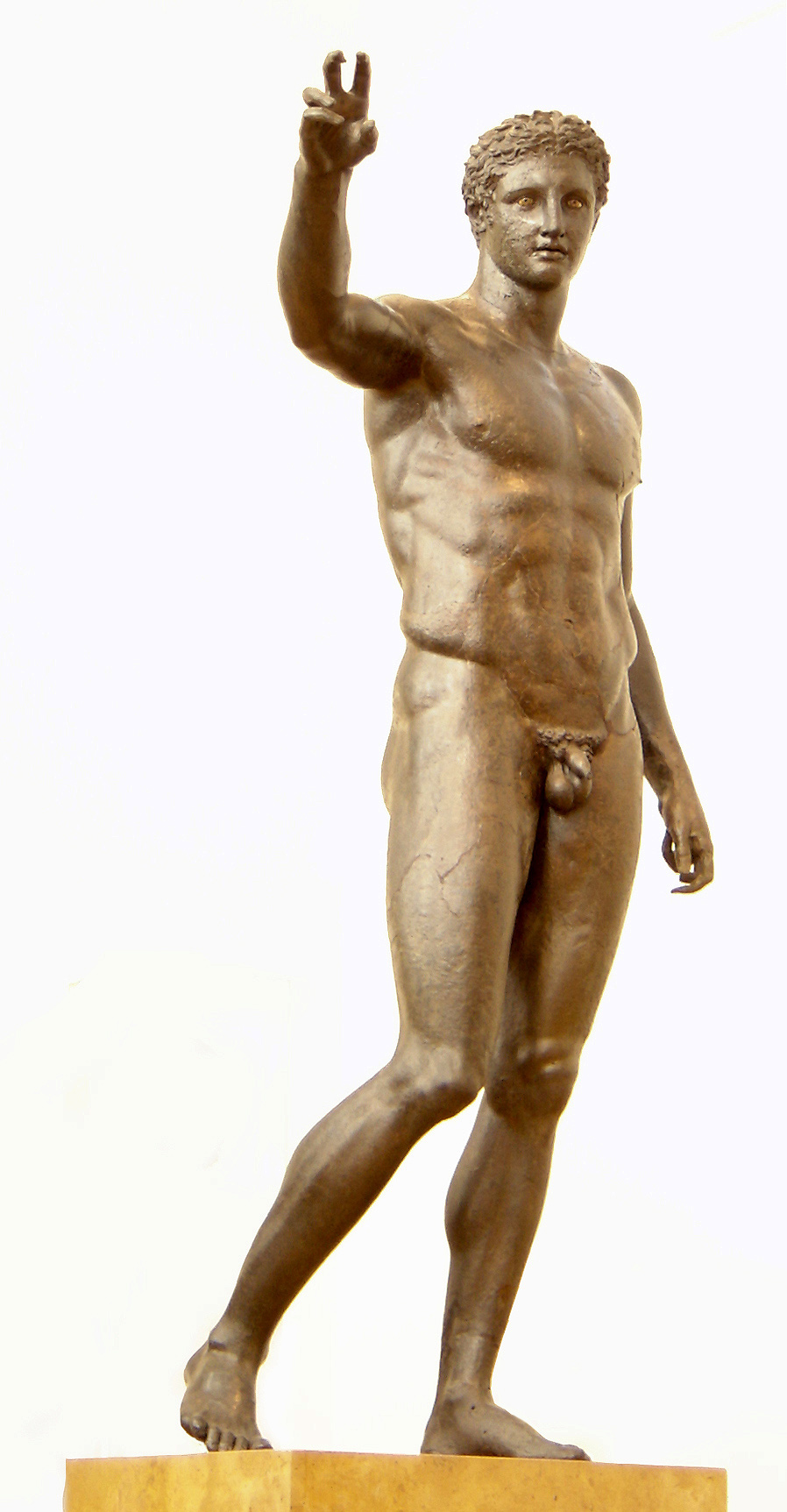
Éphèbe d'Anticythère.
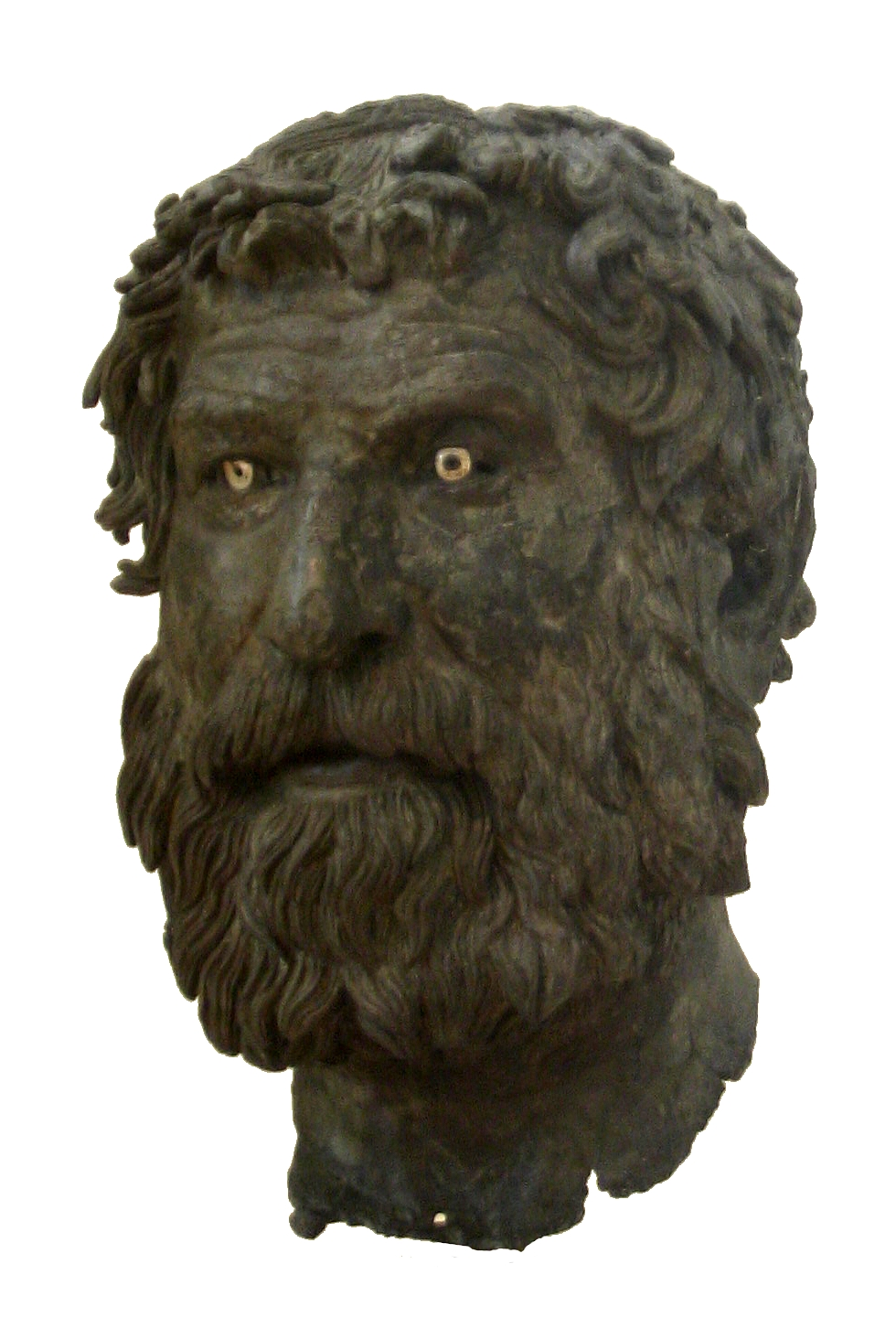
Tête du philosophe (es).
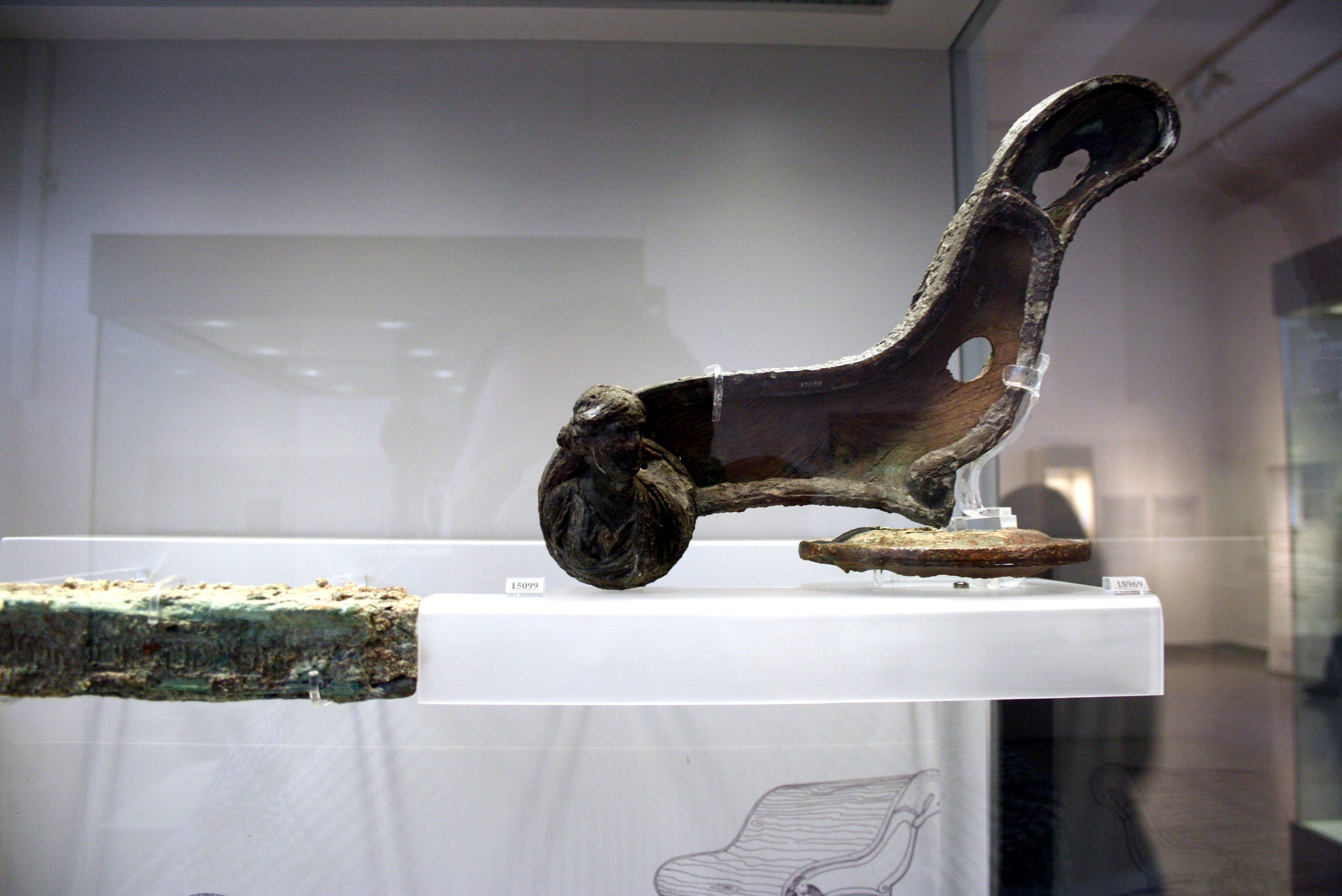
Fragments en bronze d'un canapé.
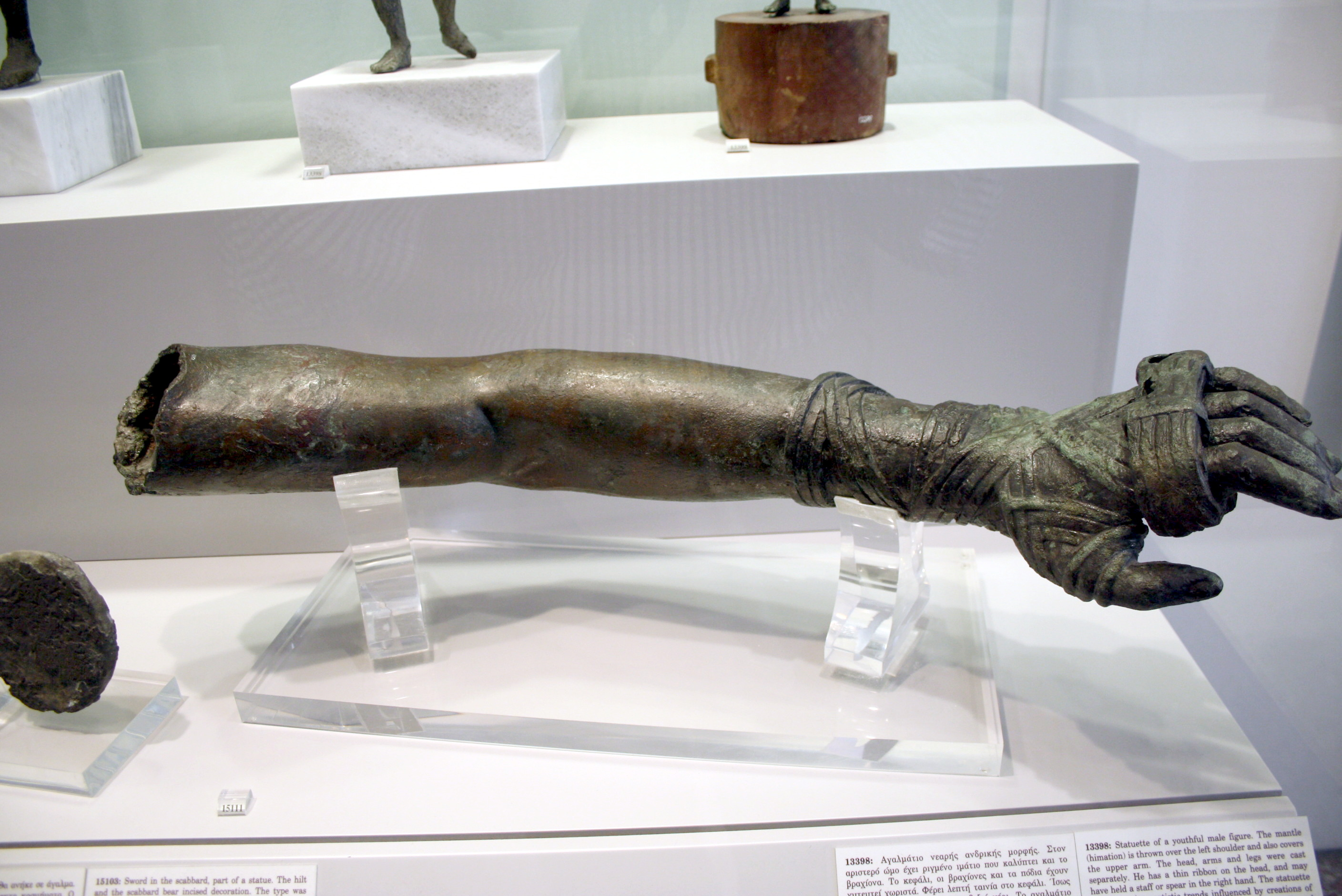
Bras d'une statue de pugilliste.